# Call of Duty: Modern Warfare II
Call of Duty: Modern Warfare II è un sparatutto in prima persona del 2022 sviluppato da Infinity Ward e pubblicato da Activision. È il sequel di Call of Duty: Modern Warfare (2019) e funge da diciannovesimo capitolo della serie complessiva di Call of Duty. È stato pubblicato il 28 ottobre 2022, per PlayStation 4, PlayStation 5, Microsoft Windows, Xbox One e Xbox Series X/S.

## Trama

### Ambientazione e personaggi
Call of Duty: Modern Warfare II è il continuo di Call of Duty: Modern Warfare (2019), con la campagna che si svolge alla fine del 2022. I protagonisti centrali del gioco sono la Task Force 141, un'unità multinazionale di operazioni speciali fondata dal capitano SAS John Price (Barry Sloane), comprendente: il sergente Kyle "Gaz" Garrick (Elliot Knight), il tenente Simon "Ghost" Riley (Samuel Roukin) e il sergente John "Soap" MacTavish ([[Neil Ellice]]). Nel corso della storia, la Task Force 141 è sostenuta da diversi alleati: il caposezione della CIA Kate Laswell (Rya Kihlstedt), il leader della compagnia militare privata russa "Nikolai" (Stefan Kapičić), il comandante della Forza di Liberazione dell'Urzikstan Farah Karim (Claudia Doumit), il colonnello delle forze speciali messicane Alejandro Vargas (Alain Mesa) e il sergente maggiore Rodolfo "Rudy" Parra (Bayardo De Murguia), il comandante del PMC della Shadow Company Phillip Graves (Warren Kole) e il generale dell'esercito degli Stati Uniti Shepherd (Glenn Morshower). L'antagonista principale di Modern Warfare II è il maggiore Hassan Zyani (Ibrahim Renno), un ufficiale della Forza Quds iraniana che è alleato con l'organizzazione terroristica Al-Qatala ed è supportato dal cartello messicano Las Almas. Il cartello è controllato dalla sicaria Valeria Garza (María Elisa Camargo), che nasconde la sua identità usando l'alias "El Sin Nombre" (lett. "Il Senza Nome").
Il gioco si svolge in luoghi sia reali che fittizi, come la fittizia città messicana di Las Almas, Amsterdam, il confine Messico-Stati Uniti, il Golfo del Messico, Chicago, Urzikstan e la nuova Repubblica Unita di Adal (URA), la cui capitale, Al Mazrah, funge da luogo importante all'interno delle modalità campagna e multiplayer, nonché la nuova mappa per La trama del gioco si basa in parte su eventi real-life, come l'assassinio di Qasem Soleimani.
La storia stagionale di Special Ops e Multiplayer si svolge dopo la campagna e presenta un cast di operatori multinazionali che lavorano sotto due principali fazioni, SpecGru e KorTac Group, entrambe società militari private. Entrambe le fazioni intraprendono nuove operazioni segrete, supervisionate da Laswell, che si svolgono nelle vicinanze di Al Mazrah. Alex Keller (Chad Michael Collins), protagonista della campagna Modern Warfare (2019) e della storia stagionale, ritorna come personaggio di supporto nella modalità Special Ops.

### Trama
Nel luglio 2022, la Task Force 141 lavora sotto il comando del generale Shepherd conducendo attacchi contro le forze iraniane sostenute dalla Russia. Quando un attacco missilistico americano assassina il generale iraniano Ghorbrani, il suo secondo in comando, il maggiore della Forza Quds Hassan Zyani, prende possesso dell'organizzazione e giura vendetta nei confronti degli Stati Uniti. Le sue attività attirano l'attenzione di Shepherd e del caposezione della CIA Kate Laswell, ordinando il dispiegamento dei Marines MARSOC guidati dal tenente Simon "Ghost" Riley e dal sergente John "Soap" MacTavish per arrestare Hassan ad Al Mazrah. Il tentativo risulta vano, visto che Zyani riesce a fuggire, mentre il team scopre che il terrorista possiede tre missili balistici americani.
Per continuare la ricerca di Hassan e dei restanti due missili, Laswell, il capitano John Price e il sergente Kyle "Gaz" Garrick inseguono uno dei corrieri di Hassan ad Amsterdam, apprendendo che il terrorista si è alleato con il cartello di Las Almas e sta per attraversare sotto copertura il confine con gli Stati Uniti. Dopo un tentativo fallito di arrestare Hassan in Texas, il colonnello delle forze speciali messicane Alejandro Vargas e il suo secondo in comando, il sergente maggiore Rodolfo "Rudy" Parra, partecipano ad un'operazione congiunta con Ghost, Soap e Philip Graves, comandante della milizia privata Shadow Company. Dopo essersi scontrati con una divisione corrotta dell'esercito messicano a Las Almas, il gruppo riesce finalmente a catturare Zyani, ma è costretto a rilasciarlo subito dopo per evitare ricadute politiche. Per continuare la ricerca dei missili rubati, tuttavia, il gruppo mette una cimice nel telefono di Hassan.
Una serie di telefonate tracciate porta Price, Laswell e Gaz a Cabo Vilan, in Spagna, in un vivaio di pescatori di proprietà di Las Almas, dove scoprono che il cartello possiede dispositivi GPS di fabbricazione russa da utilizzare per i missili rubati. Laswell viene catturata dalle forze di Al-Qatala, spingendo Price e Gaz a salvarla in Urzikstan, con l'aiuto dei loro vecchi alleati Nikolai e Farah Karim. Nel frattempo, Vargas, Soap, Graves e Ghost si infiltrano nella villa di uno dei luogotenenti di El Sin Nombre, riuscendo infine a scoprire la sua vera identità: Valeria, un ex-commilitona di Alejandro ai tempi dell'esercito. Dopo averla catturata, il boss del cartello fa un accordo con il gruppo, rivelando la posizione del secondo missile. In un attacco congiunto tra la TF141 e la Shadow Company, le forze speciali assaltano una stazione petrolifera abbandonata e una petroliera cargo nel Golfo del Messico per impedire il lancio dell'ordigno. Nonostante la missione compiuta, Graves e la Shadow Company tradiscono Vargas e la Task Force 141 prendendo in consegna la base operativa del colonnello e detenendo i suoi uomini sotto l'ordine di Shepherd. Graves cattura e imprigiona Vargas mentre Ghost e Soap fuggono in salvo. Con l'aiuto di Rodolfo, Laswell, Price, Gaz, Ghost e Soap assaltano la prigione per liberare Vargas e i Los Vaqueros imprigionati.
Durante l'estrazione, Laswell rivela che due mesi fa, Shepherd e Graves erano stati responsabili di una missione di trasporto fallita e illegale, che avrebbe dovuto trasportare missili balistici agli alleati americani in Medio Oriente e all'URA contro i russi. Il convoglio è stato sorpreso in un'imboscata da mercenari russi KONNI, portando al furto dei tre missili balistici e costringendo Shepherd a nascondere il fallimento della missione. Price affronta Shepherd, promettendo di inseguirlo quando Hassan e Graves saranno eliminati. La Task Force 141 e i loro alleati delle forze speciali messicane riescono a uccidere Graves e a riconquistare la base dei Los Vaqueros e apprendono da Valeria che Hassan è a Chicago, con l'intenzione di lanciare l’ultimo missile su Washington. La TF141, insieme ad una squadra di Marines, si infiltra in un palazzo di una società fittizia del cartello Las Almas per fermare il lancio del missile e uccidere Hassan. Il missile viene lanciato ma Soap riesce a farlo esplodere da remoto con l’aiuto di Laswell, per poi affrontare Hassan, che viene sconfitto e ucciso.
All'indomani della missione, Shepherd si è nascosto, mentre Laswell informa la Task Force 141 del leader degli ultranazionalisti russi responsabili dell'operazione fallita di Shepherd, che Price identifica come Vladimir Makarov (antagonista di Modern Warfare 2 e Modern Warfare 3). Nel frattempo, una cellula terroristica russa si prepara a dirottare un aereo dopo aver ricevuto un messaggio da Makarov, dicendo loro di non parlare russo durante la loro missione.

### Operazioni speciali e Atomgrad
Qualche tempo dopo la morte di Hassan, Laswell inizia a supervisionare nuove operazioni segrete ad Al Mazrah intraprese da operatori globali che lavorano per due società militari private, SpecGru e KorTac Group, nel tentativo di minare ulteriormente le attività di Al-Qatala.
Nel dicembre 2022, Laswell incarica Price, Gaz e Farah di indagare sulla scomparsa dell'ex ufficiale della CIA Alex Keller, che è stato inviato da Farah insieme a diversi combattenti dell'ULF per infiltrarsi in un bunker dell'era sovietica recentemente scoperto nelle montagne Sattiq in Urzikstan. Dopo aver abbattuto le forze Al-Qatala che sorvegliavano il bunker e aver aggirato le misure di sicurezza del bunker, apprendono che il bunker ospita un missile termonucleare di fabbricazione sovietica, mentre i combattenti di Farah sono stati uccisi, anche se Alex rimane scomparso. Una volta ritrovato Alex, gli rivela che a capo delle forze di Al-Qatala c'è Hadir. Gaz si divide dal resto della squadra per contattare Laswell, mentre Price, Alex e Farah raggiungono Hadir. Hadir li cattura ma non li uccide perché si alleino con lui per combattere i russi. La squadra si libera, riesce a recuperare il nucleo della testata atomica e neutralizza Hadir. Prima di morire, Hadir rivela alla squadra che l'Urzikstan è in grave pericolo e che "i veri russi" stanno per attaccare.

### Post Atomgrad e Assedio Shadow
Diversi mesi dopo il raid di Atomgrad, Alex e Farah si sono incontrati con il comandante Phillip Graves (All’insaputa della TF141, si scopre che è sopravvissuto nello scontro in Sudamerica, non essendo mai stato nel carro armato) e il suo secondo Osmund "Oz" Ryan insieme alla Shadow Company per discutere della recente presenza della Compagnia militare privata ultranazionalista russa "Konni" in Urzikstan.
Il 16 agosto 2023, viene annunciato un "cessate il fuoco" tra la Shadow Company contro la TF141 e i Los Vaqueros. Tuttavia la Shadow Company non ha mai ammesso la responsabilità del cosiddetto incidente "Blue on Blue" nonostante la sua istigazione.
Il 17 agosto, Shepherd da il via all’operazione Rogue Arsenal con Graves al comando, Osmund "Oz" Ryan e una squadra di Operatori della Shadow. La Shadow Company ha lanciato un assalto contro i mercenari russi Konni ad Al Mazrah, catturando i lanciamissili del nemico e distruggendo l'Osservatorio Zaya per recuperare armi chimiche immagazzinate in un bunker e tunnel sotterranei. Durante l'assalto, Shepherd e Graves scoprono che Vladimir Makarov è il comandante del Gruppo Konni. Shepherd ha aggiunto che Makarov sarebbe dovuto marcire in un gulag. Conoscendo il piano della Shadow Company, Makarov incaricò diverse squadre di soldati Konni di mascherarsi con l'equipaggiamento della Shadow Company e dirottare gli elicotteri che trasportavano le bombole di gas. La Shadow Company riesce apparentemente a mettere al sicuro le sostanze chimiche, ma si scopre che due agenti Konni, Nolan e Ivan, sono riusciti ad infiltrarsi in uno degli elicotteri, uccidendo tutti gli operatori Shadow e riferendo al comandante Makarov del loro successo.

## Cast
| Campagna                     |                                       |                      |
| Personaggio                  | Motion capture e doppiatore originale | Doppiatore italiano  |
| John Price                   | Barry Sloane                          | Stefano Alessandroni |
| Kyle 'Gaz' Garrick           | Elliot Knight                         | Mattia Bressan       |
| Simon 'Ghost' Riley          | Samuel Roukin                         | Ruggero Andreozzi    |
| John 'Soap' MacTavish        | Neil Ellice                           | Antonino Saccone     |
| Alejandro Vargas             | Alain Messa                           | Francesco Rizzi      |
| Kate Laswell                 | Rya Kihlstedt                         | Renata Bertolas      |
| Generale Shepherd            | Glenn Morshower                       | Gianni Gaude         |
| Phillip Graves               | Warren Kole                           | Simone Marzola       |
| Rodolfo Parra                | Bayardo de Murguia                    | Giacomo Bartoccioli  |
| Farah Karim                  | Claudia Doumit                        | Ilaria Silvestri     |
| Nikolai                      | Stefan Kapičić                        | Roberto Palermo      |
| Hassan Zyani                 | Ibrahim Renno                         | Giuseppe Palasciano  |
| Valeria 'El Sin Ombre' Garza | Marìa Elisa Camargo                   | Gianna Gesualdo      |
| Diego Salgado                | Ramon Fernandez                       | Gianpaolo Caprino    |
| Nunez                        | Ace Marrero                           | Omar Maestroni       |
| Dipaolo                      |                                       | Paolo Agrati         |
| Vance                        | Brian Bloom                           | Silvio Pandolfi      |
| Erikson                      | Yuri Lowenthal                        | Federico Antonello   |

## Modalità di gioco
Modern Warfare II introduce diversi miglioramenti di design e modifiche al gameplay della serie, come sistemi di intelligenza artificiale avanzati nelle modalità campagna e co-op, fisica dell'acqua e un sistema di guida veicoli revisionato.
Un’altra novità di Modern Warfare II è la possibilità di nuotare e combattere in acqua. A differenza di Call of Duty: Modern Warfare (2019), ora il giocatore potrà nuotare. Sulle mappe Ground War sono presenti anche veicoli acquatici che consentiranno una migliore mobilità.
Sono state aggiunte nuove opzioni di movimento, già introdotte in Call of Duty: Modern Warfare (2019) come lo scatto tattico e il posizionamento dell’arma su un angolo o su una superficie, e ora con una nuova aggiunta: Il tuffo (detto: “Dive to Prone”), che funziona insieme alla scivolata (Slinding). Un’altra aggiunta è il Ledge hang, ovvero che i giocatori potranno rimanere sospesi su una sporgenza, aumentando la gamma di manovre verticali nel gioco. I giocatori che si arrampicano su un muro potranno sbirciare e guardarsi intorno. Se si ha una pistola come arma secondaria è possibile estrarla mentre si è appesi a una sporgenza.
Le nuove caratteristiche di gioco dei veicoli includono la sporgenza fuori dai finestrini del veicolo e la possibilità di salire sul tetto di un veicolo. Il sistema di livellamento e Gunsmith è stato rinnovato, ora i giocatori possono calibrare le loro armi per i loro stili di gioco (rendendole più stabili o con maggiore velocità di movimento e di mira). Sono state aggiunte nuove funzioni per lo sblocco di altre armi: Le “Piattaforme delle armi”, ogni piattaforma avrà svariate armi al suo interno, che condivideranno tutte i medesimi accessori per le altre armi.
(Esempio: giocando con un M4 il giocatore andrà a sbloccare anche gli accessori del 556 Icarus, dell’M16, del Ftac Recon e della FSS Hurricane, tutte armi appartenenti alla stessa piattaforma delle armi, ovvero la piattaforma M4. Per disporre di una di queste 5 armi, l’unico modo è quello di iniziare dall’M4 e salire progressivamente di livello).
Il multiplayer di Modern Warfare II presenta diverse nuove modalità di gioco: Knockout, in cui due squadre tentano di catturare un pacchetto con vite limitate; e Soccorso prigionieri, in cui una squadra attaccante tenta di estrarre un ostaggio mentre una squadra in difesa li impedisce fortificando le difese intorno all'ostaggio. Le modalità di gioco in terza persona sono state confermate nel settembre 2022. Anche la modalità cooperativa Special Ops ritorna, con missioni a due giocatori, insieme a un’altra missione a 3 giocatori chiamata Incursione.
Come il suo predecessore, il gioco si svolge in un ambiente realistico e moderno. La campagna segue l'unità multinazionale Task Force 141 e l'unità delle forze speciali messicane Los Vaqueros mentre tentano di rintracciare il maggiore della Forza Quds iraniana e il terrorista Hassan Zyani, che è in possesso di missili balistici americani. I principali personaggi giocabili del gioco sono John "Soap" MacTavish e Kyle "Gaz" Garrick della Task Force 141. In esecuzione su una nuova versione del motore IW, la modalità multiplayer supporta il multiplayer multipiattaforma e presenta una modalità battle royale free-to-play, Warzone 2.0, seguito di Warzone.